# Walter Frick (Politiker)
Walter Frick (* 4. Juni 1956 in Vaduz) ist ein liechtensteinischer Politiker (VU). Seit 2021 ist er Abgeordneter im liechtensteinischen Landtag.

## Biografie
Frick absolvierte eine Ausbildung zum Sozialpädagogen. Seit 1989 ist er bei der Stiftung für Heilpädagogische Hilfe in Liechtenstein tätig, zuletzt als Abteilungsleiter. Seit seiner Pensionierung ist er für die Stiftung noch zu 30 Prozent aktiv.
Von 2007 bis 2019 gehörte er dem Gemeinderat von Schaan an. Bei der Landtagswahl in Liechtenstein 2021 wurde er für die Vaterländische Union in den Landtag des Fürstentums Liechtenstein gewählt.
Am 8. August 1988 ging Frick die Ehe mit der Sozialarbeiterin Sylvia Siegrist (* 8. Juli 1963) ein. Aus der Ehe gingen zwei Kinder hervor, eine Tochter und ein Sohn.